# Etiópia nos Jogos Olímpicos de Verão de 1972
A Etiópia participou dos Jogos Olímpicos de Verão de 1972 em Munique, Alemanha Ocidental.

## Medalhistas

### Bronze
- Miruts Yifter — Atletismo, 10.000m masculino
- Mamo Wolde — Atletismo, Maratona masculina

## Resultados por Evento

### Atletismo
100m masculino
- Egzi Gabre-Gabre
  - Primeira Eliminatória — 10.89s (→ não avançou)

800m masculino
- Mulugetta Tadesse
  - Eliminatória — 1:47.1
  - Semifinal — 1:48.9 (→ não avançou)
- Shibrou Regassa
  - Eliminatória — 1:53.3 (→ não avançou)

1.500m masculino
- Hailu Ebba
  - Eliminatória — 3:41.6
  - Semifinal — 3:43.7 (→ não avançou)
- Shibrou Regassa
  - Eliminatória — 3:43.6
  - Semifinal — 3:41.9 (→ não avançou)

5.000m masculino
- Tolossa Kotu
  - Eliminatória — 13:46.2 (→ não avançou)

Revezamento 4x100m masculino
- Sisay Feleke, Solomon Belay, Kebede Bedasso, e Egzi Gabre-Gabre
  - Eliminatória — não terminou (→ não avançou)

### Boxe
Peso Galo (– 54 kg)
- Mohamed Ayele
  - Primeira rodada — Perdeu para Koh Keun-Sang (KOR), KO-1

Peso Meio-médio ligeiro (– 63.5 kg)
- Fekadu Gabre Selassie
  - Primeira rodada — Perdeu para Kyoji Shinohara (JPN), 0:5

### Ciclismo
Estrada individual masculino
- Tekeste Woldu — 53º lugar
- Fisihasion Ghebreyesus — não terminou (→ sem classificação)
- Rissom Gebre Meskei — não terminou (→ sem classificação)
- Suleman Abdul Rahman — não terminou (→ sem classificação)